# Zrost (dendrologia)
Zrost – zrośnięte ze sobą różne części roślin drzewiastych rosnących obok siebie. Dotykanie się zdrewniałych organów lub ich ocieranie się (np. na skutek wiatru) prowadzi do zdarcia kory, zetknięcia się miazg i (po zahamowaniu ruchu) zrośnięcia się. Zranienia ułatwiają „zlewanie się” poszczególnych organów. Wydaje się, że pierwotnie mechanizm ten służy do „zalewania” sęków powstałych po opadłych gałęziach.

## Podział
Podział wg zrośnięcia tkanek (wg Szafera):
- zrosty pozorne – nie dochodzi do prawdziwego zrośnięcia się tkanek wskutek „antagonizmu uwarunkowanego znacznymi różnicami właściwości chemicznych białka zawartego w żywych komórkach różnych rodzajów drzew”[1],
- zrosty rzeczywiste – dochodzi do zrośnięcia się tkanek; w naturze pomiędzy różnymi rodzajami zdarza się „niezmiernie rzadko”[1].

Podział wg klasyfikacji systematycznej osobników biorących udział w zroście (wg Szafera):
- zrosty międzyrodzajowe – biorą w nim udział drzewa należące do różnych rodzajów (najczęściej: lipa i dąb, grab i jawor, buk i grab, dąb i buk),
- zrosty międzygatunkowe – biorą w nim udział drzewa należące do innych gatunków, ale do tego samego rodzaju (np.: brzoza brodawkowata i brzoza ojcowska),
- zrosty tych samych gatunków drzew – biorą w nim udział drzewa należące do tego samego gatunku.

Zrosty międzyrodzajowe i międzygatunkowe spotyka się w przyrodzie rzadko lub wyjątkowo rzadko, zaś zrosty pomiędzy takimi samymi gatunkami są częstsze.
Podział wg organu (wg Szafera):
- zrosty pni – stosunkowo częste (np. cisy, sosny, dęby, lipy, buki, jodły); zwykle pnie zrośnięte są u samej nasady lub nieco wyżej; rzadsze są zrosty w kilku miejscach na różnych wysokościach,
- zrosty konarów – zwykle u długowiecznych drzew liściastych (początki we wczesnych stadiach życia),
- zrosty gałęzi – występują w wieku dojrzałym lub w starości (są sztywniejsze i mocniej uderzają o inne organy, dlatego łatwiej się ranią); nie dotyczą młodych gałęzi (zbyt mocno poruszają się pod wpływem wiatru),
- zrosty kombinowany – obejmuje różne organy (np. pień i konar);przykładowo: „gdy gałąź dolna drzewa mniejszego trze o pień większego drzewa [...] i w następstwie tego zrośnie się z nim, to prawie zawsze szczytowa część tej gałęzi obumiera, a pozostała, nasadowa, tworzy jak gdyby mostek łączący obydwa drzewa. W takiej postaci nie żyją jednak długo [...], gdyż silniejsze drzewo (o większej koronie) odciąga przez ów mostek pokarmy (sole mineralne i asymilaty) z drzewa słabszego, które z biegiem czasu traci (przez uschnięcie) całą swoją koronę. W ostatecznym efekcie powstaje niby jedno drzewo o dwu pniach i jednej koronie”[1]; częściej taki zrost dotyczy drzew w podobnym wieku i wtedy nie przesądza o obumarciu jednego z partnerów,
- zrosty korzeni – zjawisko rzadkie (także z powodu problemów z obserwacją), choć dość częste u świerków (płytki system korzeniowy ułatwia obserwacje); dotyczy także dość częstych zrostów szyi korzeniowych (czyli miejscu przy nasadzie korzeni) – „ich powstawanie ułatwiane jest zarówno przez erozję odsłaniającą korzenie, jak i przez raniące ich zwierzęta, które pasą się w lesie, a także przez deptanie lasu przy ścieżkach przez człowieka”, np. u jesionów przeciwdziałają działaniu wiatru.

Zrosty odgrywają negatywną rolę w rozprzestrzenianiu się chorób roślin, zwłaszcza wirusowych. Wirusy niektórych chorób poprzez zrosty mogą przeniknąć z zainfekowanego drzewa na zdrowe.